# Désiré Beaulieu

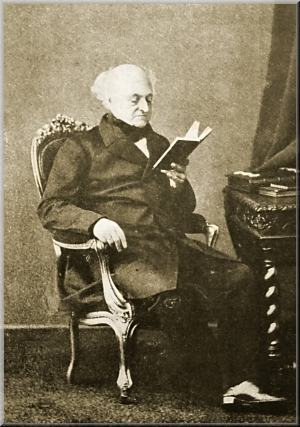
Désiré Beaulieu

Marie-Désiré Martin-Beaulieu (auch: Marie-Désiré Martin), * 11. April 1791 in Paris; † 21. Dezember 1863 in Niort, war ein französischer Komponist und Konzertveranstalter.

## Leben
Marie-Désiré Martin war der Sohn eines Artillerieoffiziers und Nachkomme einer reichen Tuchhändlerfamilie, die in Niort ansässig war. Den Namenszusatz Beaulieu nahm Marie-Désiré Martin, nach der 1761 vom Großvater gekauften Besitzung Beaulieu an.
Martin-Beaulieu hatte Violinunterricht bei einem Musiker namens Alliaume, einem Schüler von Isidore Bertheaume (um 1751–1802) und ab 1803 bei Rodolphe Kreutzer. Seit 1805 hatte er Kompositionsunterricht bei Angelo Maria Benincori (1779–1821), später bei Abbé Nicolas Roze. Ab 1809 besuchte er am Pariser Konservatorium die Klasse von Étienne-Nicolas Méhul. 1811 gewann er mit der Kantate Héro et Léandre nach einem Libretto von Jacques Bins de Saint-Victor den Premier Grand Prix de Rome.
Er verzichtete jedoch auf den Romaufenthalt und ließ sich mit seiner Frau Francoise Caroline Rouget de Gourcez in Niort nieder, wo deren Vater bis zur Revolution Bürgermeister gewesen war. Dennoch kam er seinen Verpflichtungen als Rompreisträger nach und übersandte mehrere kirchenmusikalische Werke an die Académie des Beaux-Arts. Nach dem Tod seines Lehrers Méhul komponierte er 1819 ein Requiem, das auch 1851 im Gedenken an Kreutzer und 1863 zu seinem eigenen Begräbnis aufgeführt wurde.
1827 gründete er in Niort eine Société Philharmonique, aus der in Zusammenarbeit mit dem Violinisten und Dirigenten Jules Norès die Association musicale de l'Ouest entstand. Dies war die erste sinfonische Vereinigung in der Region, die Konzerte in Niort, La Rochelle, Angouleme, Rochefort, Poitiers und Limoges organisierte und jährlich einen musikalischen Kongress ausrichtete. Die Gesellschaft war bis 1879 aktiv und führte u. a. Mendelssohns Oratorien Paulus und Elias, Händels Alexanderfest, Ludwig Wilhelm Maurers Symphonie concertante und Antonín Reichas Bläserquintette auf.
1863 gründete Beaulieu in Paris die Fondation Beaulieu, die er testamentarisch mit einem Kapital von 100.000 Francs ausstattete. Die Stiftung hatte großen Einfluss auf das musikalische Leben in Paris bis zum Ersten Weltkrieg. Deren Vorsitzende waren Ambroise Thomas (bis 1895), Henri Colmet-Daage (1896), Théodore Dubois (1897–1910) und Camille Saint-Saëns, die musikalischen Leiter waren Adolphe Deloffre (1864–73), Antonin Guillot de Sainbris (1874–87), Jules Danbé (1888–1905), Georges Marty (1905–08) und Gabriel Pierné.
Im Zentrum des kompositorischen Schaffens von Beaulieu stand die Vokalmusik. Neben Opern, Kantaten und lyrischen Szenen komponierte er weltliche und kirchliche Chorwerke sowie Lieder und Romanzen mit unterschiedlicher Begleitung, außerdem zwei Streichquartette.
Am öffentlichen Leben in seiner Stadt interessiert, gehörte Beaulieu von 1840 bis 1863 dem Rat der Stadt Niort an.

## Werke
- Alcyone, Scène dramatique (Text von Antoine-Vincent Arnault), 1808
- Céphale, Kantate (Text von Jean-Baptiste Rousseau), 1808
- Circé, Kantate, (Text von J. B. Rousseau), 1809
- Cupidon pleurant Psyché, Scène dramatique (Text von Arnault) (1809)
- Marie-Stuart, Monologue lyrique für Stimme und Orchester (Text von Victor-Joseph Étienne de Jouy), 1810
- Héro et Léandre, Kantate (Text von Jacques Bins de Saint-Victor), 1810
- Que le Seigneur est bon für Mädchenchor und Orchester, 1810
- Présent de Dieux, 1810
- Miserere, 1812
- Sapho à Leucade, Scène lyrique (Text von J. A. Vinaty), 1813
- Laudate Dominum in sanctis ejus für zwei Chöre und zwei Orchester, 1813
- Domine salvum fac regem, 1814
- Jeanne d'Arc, Kantate, (Text von J. A. Vinaty), 1817
- Messe de Requiem, 1819
- Anacréon, Oper, (Text von Gentil Bernard), 1828
- Sixième ode sacrée (Text von J. B. Rousseau), 1828
- Anacréon, Oper (Text von Gentil Bernard), 1828
- Scène lyrique adressée à Mme la duchesse d'Angoulême à son passage à Niort, 1831
- La Prière des matelots, hymne à la Vierge, 1831
- Encore un hymne für fünfstimmigen Chor, 1833
- Fête bacchique, Szene extraite aus einer Kantate von J. B. Rousseau, 1835
- Solo de cor avec accompagnement de piano, 1837
- Hymne pour la première communion für Ensemble, Solisten und Mädchenchor (Text von Émile Deschamps), 1840
- Sombre Océan, für Ensemble, Chor und Solisten, 1841
- Hymne du matin, Oratorium für Solisten, Chor und großes Orchester (Text von Alphonse de Lamartine), 1843
- Cantique pour la fête de Sainte Anne, 1845
- Messe solennelle für Soli, Chor und Orchester, 1845
- Messe à trois voix für drei Soprane und Orgel, 1845
- Ode à la charité, Mélodie religieuse für Stimme und Klavier, 1845
- Dithyrambe sur l'Immortalité de l'âme par Delille, Oratorium, 1850
- L'Hymne à la nuit, Oratorium (Text von Lamertine), 1851
- L'Immortalité de l'Ame, Oratorium, 1851
- La Charité, Hymne für Chor a cappella (Text von J. A. Vinaty), 1852
- Jeanne d'Arc, Grande scène lyrique, 1853
- Philadelphie, Oper, 1855
- Marche pour l'Association normande composée à la demande de M. de Caumont, 1855
- Salve Regina für Solostimme und Orgel, 1859
- O rives du Jourdain für vierstimmigen Chor und Orchester (Text von Jean Racine), 1860
- Messe à quatre voix et orchestre, 1862